# Sistema Inmediato de Información
El Suministro Inmediato de Información, conocido por sus siglas SII, es un sistema para gestionar el IVA en los libros de registro de forma automática mediante la sede electrónica de la Agencia Tributaria española. Entró en vigor el 1 de julio de 2017.

## ¿A quién afecta?
El Suministro Inmediato de Información se aplica a los sujetos pasivos que ya están obligados a autoliquidar el Impuesto sobre el Valor Añadido de forma mensual: los inscritos al Registro de Devolución Mensual del IVA (REDEME), grandes empresas con facturación superior a 6 millones de euros, a grupos de IVA y a sujetos pasivos voluntarios que se quieran acoger mediante el modelo 036.

## Funcionamiento
En un tiempo máximo de cuatro días desde la expedición de la factura se debe enviar electrónicamente la información requerida. Esto incluye el detalle de las facturas que se emiten y se reciben, llevando los libros de registro mediante la sede electrónica de la AEAT con su sistema de suministro electrónico de registros sobre las operaciones ejecutadas. Esto comporta que se incluya los libros de registro de facturas expedidas y recibidas, el de bienes de inversión, el de importes en metálico, el de operaciones intracomunitarias de haberlas.
Eso elimina las obligaciones informativas de los modelos 340, 347 y 390.
Con ese sistema no es necesario enviar las facturas a la AEAT sino remitir los campos de registros de facturación tal como se detallen en la Orden Ministerial según la información del Proyecto del Real Decreto.
- Datos: Q56378575